# ایان اوگلوی
ایان اوگلوی (انگلیسی: Ian Ogilvy؛ زادهٔ ۳۰ سپتامبر ۱۹۴۳) بازیگر، نویسنده، فیلم‌نامه‌نویس و رمان‌نویس اهل بریتانیا است. وی از سال ۱۹۶۴ میلادی تاکنون مشغول فعالیت بوده است.
از فیلم‌ها یا برنامه‌های تلویزیونی که وی در آن نقش داشته است می‌توان به مرگ درخور اوست، واترلو، قهرمانان، آنا کارنینا، هنوز به روش‌های قدیمی ادم می‌کشیم، قدیس و زندگی من در ویرانه‌ها اشاره کرد.